# 郭叙
郭叙（1477年—？），字天倫，江西袁州府宜春縣人，軍籍，明朝政治人物。

## 生平
正德二年（1507年）丁卯科江西鄉試第十名舉人，十二年（1517年）中式丁丑科會試第三百六名，二甲第九十七名進士。通政司觀政，授刑部主事，升員外郎，出為雲南按察司僉事，升貴州布政使司參議。

## 家族
曾祖郭子高，贈行太僕寺卿；祖父郭和，贈行太僕寺卿；父郭紳，南京刑部右侍郎。母李氏（贈淑人）；繼母李氏；繼母曹氏（封淑人）。永感下。弟郭淑。